# Светослав Добрев (учител)
Светослав Бойков Добрев или Светозар Добрев е български учител, журналист и политик, работил в Македония в края на XIX – началото на XX век.

## Биография
Роден е в Сопот или в Хасково. Завършва социология и история в Швейцария и става социалист. В 1906/1907 година учебна година преподава френски език в Битолската българска класическа гимназия. Преди приключването на учебната година е уволнен от Екзархията като социалист, по препоръка на местния комитет на ВМОРО, който гледа на него с недоверие заради крайните му възгледи.
След Младотурската революция в 1908 година става деец на Съюза на българските конституционни клубове и е избран за делегат на неговия Учредителен конгрес от Битоля. Добрев с отличното си владеене на френски език е един от най-активните хуриетски дейци и оратори в Битоля. Добрев е редактор на излизалия пред 1908 година в Солун, близък до Съюза на българските клубове вестник „Напред“.
Тома Николов пише за него:
| „ | Щом се прогласи Хуриетът, тогава той прояви свойте дарби, своето ораторство и владеене на френски език като навсякъде, по локали и площади, държеше възторжени речи на същия език. Младотурците, особено офицерството, просто бяха омагъосани от него и тичаха подире му като пчели по мед, без да знаят, че той не е никакъв важен фактор в организацията. Въпреки това обаче, той като учител в българската гимназия, със своята интелигентност и ораторство изпъкна като важен фактор пред обществото в Битоля. Даже имало е случай, когато младотурските офицери, щом го намерят в някоя бирария, дигаха го на ръце и качен на масата той започва да държи речи, Неговият ум беше неизчерпаем резервоар от богати мисли и красиви фрази. По тоя начин той достойно представяше българското общество не само пред младотурците, но и пред другите нации. | “ |

Добрев загива при Каймакчалан в Първата световна война като офицер от Българската армия.